# Rocafort (El Pont de Vilomara i Rocafort)
Rocafort (también Rocafort de Bages) es una localidad española del municipio barcelonés de El Pont de Vilomara i Rocafort, en la comunidad autónoma de Cataluña.

## Geografía
En los alrededores de Rocafort se encuentran otras entidades de población como Talamanca, al norte, y Mura, al este. En este sentido, habría un dicho popular, peyorativo, tal que «Mura, Talamanca i Rocafort, tres pobles de mala mort». Pertenece a la provincia de Barcelona, en la comunidad autónoma de Cataluña.

## Historia
Hacia mediados del siglo XIX, la localidad, por entonces cabeza de ayuntamiento, contaba con una población de 182 habitantes. Aparece descrita en el decimotercer volumen del Diccionario geográfico-estadístico-histórico de España y sus posesiones de Ultramar de Pascual Madoz de la siguiente manera:

ROCAFORT: l. con ayunt. en la prov., aud. terr. y c. g. de Barcelona (6 leg.), part. jud. de Manresa (2), dióc. de Vich (7): sit. sobre una considerable elevacion de roca fuerte, de la cual derivan su nombre; goza de buena ventilacion y clima templado y sano. Tiene 60 casas; una escuela de instruccion primaria; una igl. parr. (Sta. Maria) servida por un cura de primer ascenso; y próximo á ella está el cementerio. El térm. confina N. Talamanca; E. Mura; S. Vallhonesta, y O. Viladordis; en él se encuentran 2 ermitas dedicadas á San Román y á Sta. Magdalena. El terreno participa de llano y monte poblado de pinos; le fertiliza la riera Nespré, y le cruzan varios caminos locales. prod.: trigo, legumbres, vino y aceite; cria caza de perdices, conejos y algunos jabalies. pobl.: 31 vec., 182 alm. cap. prod.. 1.064,044 rs. imp.: 26,590.
Madoz, 1849, p. 531)

A lo largo del siglo XX el municipio fue teniendo varios nombres, como Rocafort, Rocafort y Vilumara, Pont de Vilomara i Rocafort. El municipio de Rocafort —y quizás también la localidad por identificación de la una con el otro— ha sido también conocido como Rocafort de Bages. En 2021, la localidad tenía una población de 82 habitantes.

## Patrimonio
Cuenta con una iglesia dedicada a Santa María y en sus alrededores, a una distancia de aproximadamente 1 km del núcleo de población, se encuentra el castillo de Rocafort, en ruinas.